# Александер Людвіг
Александер Людвіг (англ. Alexander Ludwig, нар. 7 травня 1992, Ванкувер) — канадський актор, який здобув популярність завдяки ролі Вілла Стантона у фантастичному фільмі «Схід темряви» (2007), а також Бйорна Залізнобокого в телесеріалі «Вікінги» (2014—2020).  Як музикант, Людвіг випустив свій дебютний альбом Highway 99 на лейблі BBR Music Group 26 серпня 2022 року.

## Біографія
Народився 7 травня 1992 року у Ванкувері, провінція Британська Колумбія, Канада. Його батько Гарольд Хорст Людвіг — бізнесмен, а мати Шарлін Людвіг працювала менеджером. У Александера є молодша сестра Софія, а також брат і сестра (близнюки) — Наталі і Ніколас.
Александер почав діяльність в 9 років, беручи участь у комерційному проекті іграшок «Гаррі Поттер», заняття, яке дало йому можливість зареєструватися агентом і отримати подальшу комерційну роботу. З тих пір Александер Людвіг з'явився в таких фільмах, як «Король повітря: Ліга чемпіонів» (2001), «Екстремальний примат» (2003), «Єва та вогняний кінь» (2005). Озвучив одного з персонажів у «Зла хресна: помста Джиммі» (2005). У 2007 році Людвіг після важкого кастингу отримав свою першу головну роль у фільмі «Схід темряви».
Наступна головна роль — Александер зіграв Сету у фільмі про брата і сестру — підлітків з паранормальними здібностями «Відьмина гора». Крім кінозйомок, Александер працював на телебаченні. Він виступив у фільмах, зроблених для телебачення, таких як «Те, що називають вбивством» і в телесеріалі «Мертва зона». Брав участь у кастингу на роль Піта Мелларка у фільмі «Голодні ігри»; в результаті отримав роль Катона.
У 2012 році почав запис свого першого музичного альбому, написавши пісню Live it up.
У 2014 році приєднався до акторської команди серіалу телеканалу History «Вікінги» в ролі сина головного героя Рагнара Лодброка — конунга Бйорна Залізнобокого. Восени 2018 року взяв участь у зйомках блокбастера «Мідуей» (2019) в ролі лейтенанта Роя Пірса.

## Особисте життя
Людвіг змагався у фрістайлі на лижах та брав участь у стрибках з парашутом. У лютому 2019 року Людвіг розповів про проблеми з депресією, тривогою, алкоголізмом та зловживанням психоактивними речовинами, з якими він стикався з 14 років.
У 2020 році він одружився з Лорен Дір. У квітні 2023 року Дір народила дівчинку.

## Фільмографія
| Рік       |    | Українська назва                      | Оригінальна назва                     | Роль                               |
| --------- | -- | ------------------------------------- | ------------------------------------- | ---------------------------------- |
| 2000      | в  | Король повітря: Ліга чемпіонів        | Air Bud: World Pup                    | актор                              |
| 2004      | в  | Екстремальний примат                  | MXP: Most Xtreme Primate              | дитина                             |
| 2005      | мф | Зла хрещена: помста Джиммі            | Scary Godmother: The Revenge of Jimmy | Джиммі                             |
| 2005      | ф  | Єва і Вогняний Кінь                   | Eve and the Fire Horse                | Кевін                              |
| 2006      | тф | Маленьке дільце під назвою «Вбивство» | A Little Thing Called Murder          | молодий Кенні Каймс                |
| 2007      | в  | Майданчик 3                           | The Sandlot: Heading Home             | Ей Джей Нідмен                     |
| 2007      | ф  | Схід темряви                          | The Seeker: The Dark Is Rising        | Вілл Стантон                       |
| 2009      | ф  | Відьмина гора                         | Race to Witch Mountain                | Сет                                |
| 2012      | ф  | Голодні ігри                          | The Hunger Games                      | Катон                              |
| 2013      | ф  | Однокласники 2                        | Grown Ups 2                           | Бред Хіггінс                       |
| 2013      | ф  | Вцілілий                              | Lone Survivor                         | Шейн Е. Петтон                     |
| 2014      | ф  | Гра на висоті                         | When the Game Stands Tall             | Кріс Райан                         |
| 2014—2020 | с  | Вікінги                               | Vikings                               | Бйорн I Залізнобокий (67 епізодів) |
| 2015      | ф  | Остання дівчина                       | Final Girl                            | Джеймсон                           |
| 2015      | ф  | Останні дівчата                       | The Final Girls                       | Кріс Бріггс                        |
| 2015      | ф  | Йдемо зі мною                         | Blackway                              | Нейт                               |
| 2017      | с  |                                       | Swerve                                | д-р Делуккі (6 епізодів)           |
| 2019      | ф  | Мідвей                                | Midway                                | лейтенант Рой Пірс                 |
| 2020      | ф  | Операція «Різдвяна крапля»            | Operation Christmas Drop              | Ендрю                              |
| 2020      | ф  | Погані хлопці назавжди                | Bad Boys for Life                     | Дорн                               |
| 2020      | ф  |                                       | Peace (або Recon)                     | Марсон                             |
| 2021      | ф  | Ікла ночі                             | Night Teeth                           | Рокко                              |
| 2021      | ф  | Перегони на межі                      | Heart of Champions                    | Алекс Синглтон                     |
| 2021      | ф  | Національні чемпіони                  | National Champions                    | Еммет Санді                        |
| 2021—2023 | с  | Хіли                                  | Heels                                 | Ейс Спейд (16 епізодів)            |
| 2023      | ф  | Перекладач                            | The Interpreter                       | Деклан О'Брейді                    |
| 2024      | ф  | Погані хлопці: Все або нічого         | Bad Boys: Ride or Die                 | Дорн                               |
| 2024      | с  | Земля потерпає                        | Earth Abides                          | Іш (6 епізодів)                    |
| 2025      | ф  | Тату на серці                         | Marked Men: Rule + Shaw               | Ром Арчер                          |